# Reserva natural Montedimezzo
La Reserva Natural Montedimezzo (en italiano,  Riserva di Montedimezzo) es una reserva natural estatal situada en Molise, en la provincia de Isernia y que comprende cerca de 300 hectáreas del municipio de Vastogirardi. Actualmente es una reserva de relevancia internacional, inserta en el programa «Hombre y Biosfera» de la Unesco.
Se encuentra en el corazón de los Apeninos de Molise, y ocupa la vertiente septentrional y occidental del Monte La Penna (1.227 m s. n. m.), hacia la divisoria de aguas del torrente Vandra, afluente menor del Volturno. 
La vegetación es arbórea, con predominio de roble cabelludo y hayas, dos especies que predominan una junto a otra en función de la inclinación, de la altitud, del suelo y de las variaciones microclimáticas. El roble cabelludo se desarrolla preferentemente en suelos arcillosos y de marga, con condiciones climáticas intermedias y tolerancia a los períodos de sequía.